# Brasilândia do Sul
Brasilândia do Sul är en kommun i Brasilien.   Den ligger i delstaten Paraná, i den södra delen av landet, 1 100 km sydväst om huvudstaden Brasília. Antalet invånare är 3 209.
Trakten runt Brasilândia do Sul består till största delen av jordbruksmark. Runt Brasilândia do Sul är det ganska glesbefolkat, med 42 invånare per kvadratkilometer.